# Astragalus tennesseensis
Astragalus tennesseensis là một loài thực vật có hoa trong họ Đậu. Loài này được Chapman miêu tả khoa học đầu tiên.